# Josip Vidmar starejši
Josip Vidmar, slovenski podjetnik, * 5. marec 1859,  Dol pri Ljubljani, † 1. junij 1950, Ljubljana.
Rodil se je očetu Mihaelu in materi Tereziji (rojeni Begel). Josip Vidmar  je bil dežnikarski mojster in v Ljubljani imel dežnikarsko delavnico, od 1884 tovarno dežnikov, ki jo je kasneje prevzel sin Stane. Poročen je bil z Josipino Jusič. Imel je 7 otrok: Milana, Milo (por. Favai), Staneta, Ivano (por. Skrbinšek), Josipa, Cirila in Meto. Bi lje tudi lastnik hiše, v kateri je bila ustanovljena Osvobodilna fronta (Večna pot 3, danes Cesta 27. aprila 51).

## Vir
- Splošno žensko društvo 1901–1945, od dobrih deklet do feministk (COBISS), str. 132
- Josip Vidmar: Moj obraz (COBISS), str. 451